# هرانت ألياناك
هرانت ألياناك هو كاتب مسرحي وممثل كندي، ولد في 1950 في السودان.

## أعمال

### أفلام
- (1986) سيف جدعون

### مسلسلات
- التحليق إلى المجهول
- الناجي المعين

## وصلات خارجية
- هرانت ألياناك على موقع IMDb (الإنجليزية)
- هرانت ألياناك على موقع ألو سيني (الفرنسية)
- هرانت ألياناك على موقع قاعدة بيانات الفيلم (الإنجليزية)
- هرانت ألياناك على موقع كينوبويسك (الروسية)